# Patricia Miranda
Patricia Noriko Miranda (Manteca, 11 giugno 1979) è un'ex lottatrice statunitense, attiva nella lotta libera.

## Palmarès

### Olimpiadi
- 1 medaglia:
  - 1 bronzo (Atene 2004 nei 48 kg)

### Mondiali
- 3 medaglie:
  - 2 argenti (Sofia 2000 nei 51 kg; New York 2003 nei 48 kg)
  - 1 bronzo (Canton 2006 nei 51 kg)

### Coppa del Mondo
- 2 medaglie:
  - 2 ori (Tokyo 2003 nei 51 kg; Krasnoyarsk 2007 nei 51 kg)

### Giochi panamericani
- 1 medaglia:
  - 1 oro (Santo Domingo 2003 nei 48 kg)